# Suuri-Pieksä
Suuri-Pieksä eller Ala Pieksänjärvi är en sjö i Finland. Den ligger i kommunen Kuopio (före 2017 även i dåvarande Juankoski kommun) i landskapet Norra Savolax, i den centrala delen av landet, 400 km nordost om huvudstaden Helsingfors. Suuri-Pieksä ligger 85,8 meter över havet. Arean är 12,51 kvadratkilometer och strandlinjen är 43,12 kilometer lång. Sjön  ingår i Vuoksens huvudavrinningsområde.   I omgivningarna runt Suuri-Pieksä växer i huvudsak blandskog. Den sträcker sig 6,2 kilometer i nord-sydlig riktning, och 7,8 kilometer i öst-västlig riktning.
Följande öar finns i Suuri-Pieksä:
- Vyyhtisaari (en ö)
- Selkäsaari (en ö)
- Kammonsaari (en ö)